# Xã Janes Creek, Quận Randolph, Arkansas
Xã Janes Creek (tiếng Anh: Janes Creek Township) là một xã thuộc quận Randolph, tiểu bang Arkansas, Hoa Kỳ. Năm 2010, dân số của xã này là 702 người.